# Roman Flak
Roman Andrzej Flak (ur. 9 sierpnia 1951 w Zawierciu, zm. 11 grudnia 2021 tamże) – polski samorządowiec, prezydent Zawiercia w latach 1990–1994.

## Życiorys
Syn Józefa i Heleny. W 1975 roku ukończył Politechnikę Częstochowską, zaś rok później – Szkołę Oficerów Rezerwy. W latach 1975–1990 pracował w Hucie Zawiercie. W latach 1988–1990 był przewodniczącym Komitetu Samorządu Mieszkańców w dzielnicy Borowe Pole. W 1990 roku został wybrany prezydentem Zawiercia, którą to funkcję pełnił do 1994 roku. W latach 1990–2006 był również radnym Zawiercia. Ponadto w latach 1990–1994 pełnił funkcję prezesa Miejskiego Zarządu OSP, w latach 1994–1998 był członkiem Zarządu Miasta, a w latach 1995–1996 był członkiem Rady Programowej „Gazety Zawierciańskiej – Jura”.